# Adolf Franckel
Adolf Franckel auch Adolph Franckel (* 20. März oder Oktober 1823 in Brünn; † 30. oder 28. oder 29. April 1896 in Wien) war ein österreichischer Regisseur, Theaterleiter und Schriftsteller.

## Leben

### Familie
Adolf Franckel stammte aus einer jüdischen Brünner Kaufmannsfamilie und hatte zwei ältere Brüder.
Am 18. April 1871 heiratete er die Opernsängerin Aurelie (geb. Evers); das Paar hatte zwei Söhne. Um die Ehe ermöglichen zu können, gab er 1871 die österreichische Staatsbürgerschaft auf und wurde Staatsbürger des Herzogtums Sachsen-Weimar.
Er war befreundet mit dem Schauspieler Bogumil Dawison.

### Werdegang
Nach dem Besuch des Gymnasiums in Brünn, immatrikulierte Adolf Franckel sich 1841 an der Technischen Universität Wien, um Mathematik, Mechanik, Maschinenbau und Bauwesen zu studieren und schloss sein Studium mit Auszeichnung ab. Bis zum Beginn seines Studiums lernte er bei Gottfried Rieger, dem Komponisten und Kapellmeister des Brünner Stadttheaters (siehe Mahen-Theater), Generalbass und Partiturlesen. Aufgrund seiner literarischen Interessen, entschloss er sich, ein Philosophiestudium an der Universität Leipzig zu beginnen, das er an der Universität Jena fortsetzte und dort 1851 mit seiner Promotion zum Dr. phil. beendete.
Er kehrte 1848 nach Wien zurück und beteiligte sich im selben Jahr als Mitglied der Wiener Aula (siehe Akademische Legion (1848)) am Wiener Oktoberaufstand 1848, worauf er zu seiner eigenen Sicherheit Österreich verlassen musste. Er ging nach Deutschland und veröffentlichte 1849 in Leipzig, auf Veranlassung der von Alfred I. zu Windisch-Graetz verhängten Hinrichtungen, seine politischen Gedichte Wiener Gräber und lenkte damit die Aufmerksamkeit der österreichischen Behörden, die ihn immer noch suchten, auf sich. Er flüchtete nach Weimar und schrieb dort das episch-lyrische Gedicht Der Tannhäuser, das 1854 veröffentlicht wurde; in dieser Zeit trat er mit Karl Gutzkow in eine nähere persönliche Bekanntschaft, den er 1855 in Dresden besuchte. Anlässlich dieses Besuches erfolgte seine Verhaftung und er wurde an Österreich ausgeliefert und dort inhaftiert.
Nachdem er kurze Zeit in Haft verbracht hatte, wurde er an seinem Geburtsort Brünn interniert und stand unter polizeilicher Aufsicht. Anlässlich der Geburt des Kronprinzen Rudolf wurde er 1858 amnestiert. Während seines Aufenthaltes in Brünn enthielt er sich jeglicher politischer Tätigkeit und widmete sich ausschließlich dem schöngeistigen Schaffen. Er veranstaltete in den Wintermonaten dramaturgische Vorträge, worauf ihm von der Brünner Stadtbehörde die Direktion des dortigen Stadttheaters übertragen wurde, das er von 1866 bis 1875 führte. Unter seiner Führung spielte unter anderem Rudolf Tyrolt am Theater. Sein Nachfolger als Direktor wurde Heinrich Hirsch, der ihn als Oberregisseur weiter beschäftigte.
Ab 1876 lebte er als Dramaturg und Opernregisseur in Hamburg und Bremen, bis er im Juli 1878 zunächst als stellvertretender Direktor am Theater an der Wien bei Direktor Maximilian Steiner und im Juli 1879 als Nachfolger von Josef Rank als Generalsekretär an das Wiener Stadttheater engagiert wurde, wo er bis 1882 blieb. Er übernahm darauf bis 1885 zum zweiten Mal die Direktion des neu erbauten Brünner Stadttheaters. Das Theater wurde mit dem von Adolf Franckel geschriebenen Festspiel Bei Frau Bruna eröffnet, dem am selben Abend Egmont von Johann Wolfgang von Goethe folgte.
Er veröffentlichte zahlreiche lyrische und epische Gedichte in Zeitschriften, Almanachen und Anthologien.
1885 zog er sich ins Privatleben zurück, um sich ausschließlich mit schriftstellerischen und journalistischen Arbeiten zu beschäftigen.

## Mitgliedschaften
Adolf Franckel gehörte 1866, gemeinsam unter anderem mit Julius von Gomperz, Gustav Adolph von Schoeller und Eduard Sturm, einem Gründungskomitee an, dass sich gebildet hatte, um in Brünn einen Zweigverein der Deutschen Schillerstiftung zu begründen. 1871 gründete der Verein eine Schiller-Bibliothek.
Er wurde 1887 zum Sekretär des Deutschen Volkstheaters in Wien ernannt.

## Regiearbeiten

### 1874
- 7.7.: Friedrich Hebbel: Die Nibelungen;
- 1.8.: Fromental Halévy: Die Jüdin;
- 6.8.: Giacomo Meyerbeer: Die Afrikanerin;
- 8.8.: Richard Wagner: Tannhäuser;
- 11.8.: Richard Wagner: Lohengrin;
- 7.10.: Ambroise Thomas: Mignon;
- 13.10.: Ludwig Anzengruber: Der G’wissenswurm;
- 24.10.: Charles Lecocq: Angot, die Tochter der Halle;
- 17.11.: Giacomo Meyerbeer: Der Prophet,
- 1.12.: Adolph L’Arronge: Mein Leopold.

### 1875
- 9.1.: Jacques Offenbach: Die Prinzessin von Trapezunt;
- 14.1.: Franz Grillparzer: Medea;
- 6.2.: Octave Feuillet: Die Sphinx;
- 20.2.: Gustav Freytag: Valentine;
- 29.3.: Octave Feuillet: Dalila;
- 4.4.: Ottokar Franz Ebersberg: Einer von unsere Leut’;
- 8.4.: Richard Wagner: Lohengrin;
- 9.4.: Gaetano Donizetti: Lucia von Lammermoor;
- 11.4.: Jacques Offenbach: Blaubart;
- 14.4.: Albert Lortzing: Zar und Zimmermann;
- 17.4.: Rudolf Bial; Adolph L’Arronge; Gustav von Moser: Registrator auf Reisen;
- 22.4.: George Sand: Der Marquis von Villemer;
- 23.4.: Gaetano Donizetti: Lucrezia Borgia;
- 28.5.: Charlotte Birch-Pfeiffer: Die Waise von Lowood;
- 29.4.: Alfred von Offermann: Ariadne;
- 12.5.: Karl Gutzkow: Uriel Acosta;
- 17.5.: Friedrich Schiller: Die Räuber;
- 19.5.: Giacomo Meyerbeer: Die Hugenotten;
- 22.5.: Charlotte Birch-Pfeiffer: Dorf und Stadt;
- 23.5.: Albert Emil Brachvogel: Narciss;
- 25.5.: Verschiedene Meister: Däumling, Rapunzel mit dem langen Haar und Prinz Riquet mit dem Schopf;
- 28.5.: Gioachino Rossini: Der Barbier von Sevilla;
- 5.6.: Charles Gounod: Margarethe;
- 10.6.: François-Adrien Boieldieu: Die weiße Frau;
- 11.6.: Julius Hopp: Margarethl und Fäustling;
- 12.6.: Giuseppe Verdi: Troubadour;
- 17.6.: Adolf Müller: Stadt und Land, oder: Der Viehhändler aus Ober-Oesterreich;
- 22.6.: Adolf Müller: Rastelbinder, oder: Zehntausend Gulden;
- 23.6.: Gaetano Donizetti: Marie, die Tochter des Regiments;
- 25.6.: Wolfgang Amadeus Mozart: Don Giovanni;
- 27.6.: Julius Hopp: Die Bekanntschaft in Paradiesgarten, die Entführung auf den Himmel und die Verlobung im Elysium;
- 29.6.: Eduard Dorn: Rósza Sándor;
- 1.7.: Vincenzo Bellini: Norma;
- 3.7.: Charlotte Birch-Pfeiffer: Mutter und Sohn;
- 8.7.: Richard Wagner: Tannhäuser;
- 14.7.: Johann Baptist von Meddlhammer (Pseudonym: Angelo Albini): Kunst und Natur;
- 21.7.: Gotthold Ephraim Lessing: Emilia Galotti;
- 23.6.: Johann Nestroy: Das Mädl aus der Vorstadt;
- 27.7.: Ottokar Franz Ebersberg (Pseudonym: O. F. Berg): Die Zwillingsbrüder;
- 30.7.: Karl Binder: Von Oben nach Unten;
- 1.8.: Karl Juin: Gut bürgerlich, oder Ein Wiener Bürger;
- 7.8.: Franz Grillparzer: Die Ahnfrau;
- 12.8.: Albert Emil Brachvogel: Die Harfen-Schule;
- 14.8.: Giuseppe Verdi: Ein Maskenball;
- 15.8.: Hugo Müller; Emil Pohl: Heydemann und Sohn;
- 25.8.: Clemens Franz Stix: Die Vergnügungszügler;
- 26.8.: Gaetano Donizetti: Der Liebestrank;
- 31.8.: Friedrich von Flotow: Martha;
- 14.9.: Carl Maria von Weber: Der Freischütz,
- 21.9.: Gotthold Ephraim Lessing: Nathan der Weise,
- 28.9.: Jacques Offenbach: Die schöne Helena;
- 3.10.: Charlotte Birch-Pfeiffer: Der Glöckner von Notre Dame;
- 17.10.: Eduard Dorn: Die Blutsauger des Volkes;
- 12.11.: Salomon Hermann von Mosenthal: Madelaine Morel;
- 13.11.: Otto Nicolai: Die lustigen Weiber von Windsor;
- 16.11.: Adolf von Wilbrandt: Arria und Messalina;
- 26.11.: Ernst II., Sachsen-Coburg-Gotha: Diana von Solange;
- 27.11.: Bjørnstjerne Bjørnson: Ein Fallissement;
- 30.11.: Albert Emil Brachvogel: Narciss;
- 1.12.: Giuseppe Verdi: Violetta, die Dame mit den Camellien;
- 4.12.: Charles Lecocq: Hundert Jungfrauen;
- 11.12.: Sophokles: Antigone;
- 15.12.: Ludwig Anzengruber: Der Pfarrer von Kirchfeld;
- 18.12.: Wolfgang Amadeus Mozart: Don Juan;
- 22.12.: Friedrich Schiller: Maria Stuart;
- 23.12.: Ernest Legouvé und Eugène Scribe: Adrienne Lecouvreur,
- 29.12.: Ferdinand Hérold: Zampa.

### 1876
- 4.1.: Victorien Sardou: Fernande;
- 6.1.: William Shakespeare: Ein Wintermärchen;
- 8.1.: Victorien Sardou: Eine Familie nach der Mode;
- 13.1.: Ernest Blum: Rose Michel;
- 14.1.: Johann Nestroy: Das Mädl aus der Vorstadt;
- 15.1.: Franz Grillparzer: Des Meeres und der Liebe Wellen;
- 25.1.: Eduard von Bauernfeld: Bürgerlich und Romantisch;
- 27.1.: Friedrich von Flotow: Martha;
- 28. 1. William Shakespeare: Othello;
- 30.1.: Julius Hopp: Die Bekanntschaft im Paradiesgarten, die Entführung auf den Himmel und Verlobung im Elysium,
- 13.2.: Charles Lecocq: Angot, die Tochter der Halle,
- 17.2.: Giuseppe Verdi: Troubadour;
- 23.2.: Otto Nikolai: Die lustigen Weiber von Windsor,
- 25.2.: Karl Gutzkow: Uriel Acosta;
- 26.2.: Gaetano Donizetti: Der Liebestrank;
- 29.2.: Jacques Offenbach: Kakadu;
- 1. 3:. William Shakespeare: Der Kaufmann von Venedig;
- 7.3.: Adolphe Adam: Der Postillon von Lonjumeau;
- 14.3.: Friedrich Halm: Wildfeuer;
- 18.3.: Franz von Suppè: Die Frau Meisterin;
- 21.3.: Albert Lortzing: Der Wildschütz;
- 22.3.: William Shakespeare: Hamlet;
- 25.3.: Ferdinand Raimund: Der Verschwender;
- 31.3. und 2. 4.: Historisches Lustspiel-Theater (Vier Jahrhunderte) Entwickelung des Deutschen Theaters. Einleitende Skizze gesprochen von Dr. Adolf Franckel;
- 17.4.: Carl Bayer und Anton Bittner: Thomas, der Massenmörder von Bremerhaven.

### 1883
- 19.2.: Giacomo Meyerbeer: Dinorah ou Le pardon de Ploërmel;
- 16.3.: Giacomo Meyerbeer: Die Hugenotten;
- 10.4.: Albert Lortzing: Der Wildschütz;
- 21.4.: Pedro Calderón de la Barca: Der Richter von Zalamea;
- 30.4.: Carl Millöcker: Der Bettelstudent;
- 3.5.: Karl Gutzkow: Uriel Acosta;
- 9.5.: Méllesville: Sie ist wahnsinnig;
- 16.5.: Giuseppe Verdi: Rigoletto;
- 18.5.: Friedrich Schiller: Kabale und Liebe;
- 19.5.: Carl Maria von Weber: Der Freischütz;
- 5.6.: Fromental Halévy: Die Jüdin;
- 11.6.: Victorien Sardou: Der letzte Brief,
- 16.6.: Giuseppe Verdi: Ein Maskenball;
- 30.6.: Christoph Willibald Gluck: Orpheus und Eurydika;
- 2.9.: Wolfgang Amadeus Mozart: Die Hochzeit des Figaro;
- 18.9.: Robert Planquette: Die Glocken von Corneville;
- 13.10.: Édouard Pailleron: Die Welt, in der man sich langweilt;
- 8.11.: Georges Bizet: Carmen;
- 9.11.: Friedrich Schiller: Die Braut von Messina,
- 6.12.: Giuseppe Verdi: Aida.

### 1884
- 15.1.: Franz Grillparzer: Sappho;
- 31.1.: Friedrich Wilhelm Riese: Die Gefangenen der Czarin;
- 20.2.: William Shakespeare: Ein Wintermärchen;
- 28.2.: Johann Strauss: Eine Nacht in Venedig,
- 23.4.: William Shakespeare: Antonius und Cleopatra;
- 30.4.: Carl Millöcker: Gasparone;
- 7.5.: Johann Wolfgang von Goethe: Clavigo;
- 30.5.: Leopold Günther: Der Leibarzt;
- 7.6.: Robert Planquette: Rip-Rip;
- 2.9.: Gustav von Moser: Das Stiftungs-Fest;
- 5.9. Gustav von Moser: Der Bibliothekar;
- 12.9.: J. Rosen: O diese Mädchen!;
- 18.9.: Heinrich Laube: Monaldeschi;
- 30.9.: Richard Genée: Nanon;
- 8. 10.: Gustav von Moser: Glück bei Frauen;
- 11.10.: Georges Ohnet: Der Hüttenbesitzer;
- 30.10.: Giacomo Meyerbeer: Die Afrikanerin;
- 7.11.: August Wilhelm Iffland: Die Hagelstolzen,
- 26.11.: William Shakespeare: Macbeth;
- 29.11.: Daniel-François-Esprit Auber: Maurer und Schlosser;
- 1.12.: Heinrich Laube: Graf Essex;
- 10.12.: Friedrich Halm: Wildfeuer;
- 14.12.: Oscar Blumenthal: Der Probepfeil.

### 1885
- 10.1.: Richard Wagner: Der fliegende Holländer,
- 15.1.: Franz Grillparzer: König Ottokar's Glück und Ende;
- 31.1.: Carl Millöcker: Feldprediger;
- 4.2.: Salomon Hermann Mosenthal: Deborah;
- 18.2.: Étienne-Nicolas Méhul: Joseph und seine Brüder;
- 19.2.: Alexandre Dumas: Prinzessin von Bagdad;
- 3.3.: Ferdinand Hérold: Zampa oder Die Marmorbraut;
- 10.3.: Victorien Sardou: Feodora;
- 9.4.: Jacques Offenbach: Prinzessin von Trapezunt;
- 11 4.: Victor Ernst Nessler: Der Rattenfänger von Hameln;
- 29.4.: William Shakespeare: Julius Cäsar,
- 6.6.: Johann Strauss: Cagliostro in Wien.

## Schriften (Auswahl)
- Wiener Gräber. Leipzig, 1849 (Digitalisat).
- Simon Deutsch; Adolf Franckel; Max Carl Gritzner jun.; Sigmund Kolisch; Alois Pokorny[14]: Die letzten Tage und der Tod Robert Blum's. Leipzig, 1848 (Digitalisat).
- Der Tannhäuser. Weimar, 1854 (Digitalisat).
- Der Held einer Bade-Saison. 1859.
- Bei Frau Bruna. 1885.
- Der Christus von Blindenmarkt. 1886.